# Kafr Bara
Kafr Bara (hebrejsky כַּפְר בַּרָא, arabsky كفر برا, v oficiálním přepisu do angličtiny Kafar Bara, přepisováno též Kfar Bara) je místní rada (malé město) v Izraeli, v  Centrálním distriktu. Starostou je Mahmud Asi.

## Geografie
Město leží v nadmořské výšce 95 metrů na východním okraji pobřežní nížiny (Šaronská planina), nedaleko úpatí pahorků v předpolí Samařska, cca 20 kilometrů severovýchodně od centra Tel Avivu (nedaleko severovýchodního okraje jeho souvislé aglomerace) a cca 25 kilometrů jihovýchodně od Netanje.
Je situováno necelé 2 kilometry od Zelené linie, která odděluje Izrael v jeho mezinárodně uznávaných hranicích od území Západního břehu Jordánu. Na západní straně je obklopeno zemědělsky obhospodařovanou krajinou.
Kafr Bara leží v oblasti nazývané Trojúhelník, obývané izraelskými Araby. 6 kilometrů severně odtud navíc na Západním břehu jordánu leží palestinské arabské město Kalkílija. Osídlení na západní straně je převážně židovské, židovské osídlení se nachází i východně odtud na Západním břehu Jordánu (město Oranit). 2 kilometry jižním směrem leží město Kafr Kasim obývané izraelskými Araby.
Město je na dopravní síť napojeno pomocí místní silnice číslo 5233. Na západním okraji míjí obec nová dálnice číslo 6 (takzvaná "Transizraelská dálnice").

## Dějiny
Kafr Bara je pojmenována po muslimském prorokovi al-Nabim Barovi. Místní populace sestává ze dvou hlavních rodů. V roce 1949 se po podepsání dohod o příměří, které ukončily první arabsko-izraelskou válku stala tato vesnice součástí státu Izrael, přičemž ale místní arabská populace byla zachována.
Roku 1963 byla dosavadní vesnice povýšena na místní radu (malé město).

## Demografie
Kafr Bara je město s ryze arabskou populací. V roce 2005 tvořili 100 % obyvatelstva arabští muslimové. Jde o menší sídlo jen částečně městského typu s trvalým růstem. K 31. prosinci 2014 zde žilo 3274 lidí. Během roku 2014 populace stoupla o 2,3 %.
| Rok            | 1931 | 1945 | 1961 | 1972 | 1983 | 1995  |
| -------------- | ---- | ---- | ---- | ---- | ---- | ----- |
| Počet obyvatel | 95   | 150  | 348  | 668  | 924  | 1 529 |

| Rok            | 2001  | 2003  | 2004  | 2005  | 2006  | 2007  | 2008  | 2009  | 2010  | 2011  | 2012  | 2013  | 2014  |
| -------------- | ----- | ----- | ----- | ----- | ----- | ----- | ----- | ----- | ----- | ----- | ----- | ----- | ----- |
| Počet obyvatel | 2 200 | 2 414 | 2 481 | 2 559 | 2 639 | 2 702 | 2 789 | 2 879 | 2 955 | 3 012 | 3 071 | 3 199 | 3 274 |

* údaj za rok 2001 zaokrouhlen na stovky